# Buathra violaceotincta
Buathra violaceotincta là một loài tò vò trong họ Ichneumonidae.